# Cantón de Vercel-Villedieu-le-Camp
El cantón de Vercel-Villedieu-le-Camp era una división administrativa francesa, que estaba situada en el departamento de Doubs y la región de Franco Condado.

## Composición
El cantón estaba formado por veintiocho comunas:
- Adam-lès-Vercel
- Athose
- Avoudrey
- Belmont
- Bremondans
- Chasnans
- Chaux-lès-Passavant
- Chevigney-les-Vercel
- Courtetain-et-Salans
- Épenouse
- Épenoy
- Étalans
- Étray
- Eysson
- Fallerans
- Hautepierre-le-Châtelet
- Longechaux
- Longemaison
- Magny-Châtelard
- Nods
- Orsans
- Passonfontaine
- Rantechaux
- Valdahon
- Vanclans
- Vercel-Villedieu-le-Camp
- Vernierfontaine
- Verrières-du-Grosbois

## Supresión del cantón de Vercel-Villedieu-le-Camp
En aplicación del Decreto nº 2014-240 de 25 de febrero de 2014, el cantón de Vercel-Villedieu-le-Camp fue suprimido el 22 de marzo de 2015 y sus 28 comunas pasaron a formar parte del nuevo cantón de Valdahon.